# Chantal van Dam
Chantal van Dam (Amsterdam, 28 mei 1951) is een Nederlandse schrijfster en biologe.
Tijdens haar studie aan de Universiteit van Amsterdam maakte zij deel uit van de redactie van het studentenweekblad Propria Cures. Chantal van Dam schreef later onder andere recensies voor NRC Handelsblad en werkte mee aan het radioprogramma Vroege Vogels.
Voor haar roman De lucht van zout en teer kreeg Chantal van Dam in 2011 de People and Sea Award toegekend.